# 佐藤秀明 (写真家)
佐藤 秀明（さとう ひであき、1943年6月27日 - ）は、日本の写真家。新潟県燕市出身。日本大学芸術学部写真科卒。NPO日本つみくさ研究会理事。

## 略歴
- 1943年　新潟県燕市に生まれる。祖母は明治から大正にかけて燕市で写真館を営んだ女流写真家の鳥山千代美。
- 1967年　ニューヨークに居を移す。建設中のワールドトレードセンターの記録を撮影。
- 1969年　朝日新聞のアポロ11号打ち上げ取材班に加わり打ち上げ瞬間の撮影を行う。同年秋、日本に帰国。
- 1977年　ペシャーワル、アフガニスタンなどを取材。
- 1984年　風間深志のエベレストチャレンジ（ネパール側からのバイク登攀。プモリ南稜でバイクによる高度5880m到達）に同行。
- 1984年　風間深志のエベレストチャレンジ（中国側からのバイク登攀。北壁直下で高度6005m到達）に再び同行。
- 1987年　風間深志のオートバイによる北極点到達に同行。北極点に立った初めての写真家となる。
- 1990年　撮影監督を務めた『ガクの冒険』（監督椎名誠）が公開される。
- 1995年　ポリネシア考古学者・篠遠喜彦とマルキーズ諸島を訪れる。
- 2005年 - 2006年　中国から中東にかけてシルクロードを取材。ペシャーワル再訪。
- 2010年　3度目のペシャーワル取材。
- 2013年　4度目のカヌーでのユーコン川下り。
- 2016年　雑誌の取材で南部アフリカを巡る。人類の起源などを取材。
- 2017年　アメリカ大西部を取材

## 概要
祖母の鳥山千代美は明治から大正にかけて写真家として新潟県燕市の燕駅前で写真館を営んでいた。佐藤が初めてカメラを手にしたのは小学5年生か6年生の頃、ベークライト製のボディーに単玉レンズという小さなカメラだった。中学で西宮市に越すと、登校拒否になり、父親が使っていたカメラを持ち出して裏山で過ごしたり、電車で須磨まで行って海岸の写真を撮るように。このときの経験を後に「学校を休んで、カメラを持って丘に立ったときの快感が人生を決めた」と語っている。その後、中学生になって、父親からハーフサイズのオリンパス ペンを手渡されたことをきっかけに、本格的に写真の世界にのめり込む。
日本大学芸術学部写真科を卒業するとフリーランスのカメラマンとなり、1967年にニューヨークへ渡る。皿洗いや倉庫番など夜の仕事をしながら昼は写真を撮るという暮らしを送る。このとき、撮りためたワールドトレードセンターが完成するまでのプロセスとその地域に住む人々の記録は、9/11テロの後、写真集『Requiem WTC』として出版される。
1969年には朝日新聞社の取材班に加わり、アポロ11号の打ち上げの瞬間を撮影。同年秋に帰国するとハワイでサーフィンの撮影を始め、サーフブームの先駆けとなる。1970年代に入りカヌーイストの野田知佑と共にカヌーで日本の川を下りながら取材を行う。その後、野田知佑とは世界中を共に旅し、また、世界の川をカヌーで下った。このころからアウトドアで活躍する人たちと親交ができ、冒険や発掘に同行して記録動画や写真を撮影するようになる。その他、中国、アフガニスタン、パキスタンやアフリカなどを取材で訪れ撮影。国内でも新潟県の限界集落・中ノ俣に通い、風景は人々にレンズを向けている。また、日本の雨や東京の秘境なども取り続けている。

### サーフィン
ニューヨーク滞在中（1967-1969）に観たサーフムービー『エンドレス・サマー』に影響され、1970年から撮影を始める。1970年代の冬季はほぼハワイに滞在し、サーフィンや古いゼネラルストア、日系人を撮影して過ごした。1970年代後半から日本で巻き起こった第1次サーフィンブームの先駆けとなり、専門誌（サーフマガジン）の創刊にかかわるなどサーフアートの世界に貢献した。

### カヌー
1970年以降、カヌーイストの野田知佑と共に世界中を旅した。
- 日本中の川をカヌーで下りながら取材を行う。
- 海外取材：オーストラリア、ニュージーランド、タヒチ、ギリシャ、トルコ
- カヌーで下った海外の川：ローヌ川（フランス・スイス）、ユーコン川（カナダ・アラスカ）、テスリン川（カナダ）、ノアタック川（アラスカ）、コバック川（アラスカ）

野田知佑は愛犬ガクをカヌーに乗せて旅をしていた。ガクとのカヌー旅行記を題材にした映画『ガクの冒険』（1990年公開　監督：椎名誠）では撮影監督を務めた。

### 辺境写真家
冬はハワイでサーフィンなどの撮影を行っていた1970年代、ハワイに滞在していない時期は辺境の取材旅行に明け暮れた。
1977年にはペシャーワル（パキスタン）からアフガニスタンを訪れる。1978年にはアフガニスタン紛争が勃発しており、翌1979年にはソビエト連邦がアフガニスタンに侵攻するなど物騒な時期だった。
2005年から2006年にかけてシルクロードの取材をした。その中でアレッポ、パルミラ遺跡などの撮影を行う。旅の最後にたどり着いたのはパキスタンのペシャーワ ル。ペシャー、ワルは2度目の訪問。2010年に3度目の訪問。
人類の起源の取材などで2016年には南部アフリカを巡っている。
取材で訪れたおりにアザラシやキビヤックなど現地の珍しい食べ物なども体験している。

### 記録撮影
オートバイライダーの風間深志のエベレストチャレンジの1984年（バイクによる高度5880m到達　プモリ南稜）及び1985年（バイクによる高度6005m到達　北壁直下）に同行。記録動画と写真撮影を担当。1987年には風間深志のオートバイによる北極点到達にも同行し、写真家として初めて北極点に立った。
ポリネシア考古学の第一人者・篠遠喜彦と1995年にマルキーズ諸島を訪れたことをきっかけに、南太平洋のフアヒネ島の発掘調査やイースター島の訪問に同行して撮影を行う。

### 中ノ俣
中ノ俣は新潟県上越市の限界集落。里山の摘み草歳時記の撮影で訪れた桑取谷で中ノ俣の存在を知る。桑取は海まで開けた谷間で、昔から人の往来が多かった。ところが中ノ俣は上越市高田の街中から15キロという至近距離にありながら、たどり着くためには峠を4つも越えなければならない。2007年に初めて訪れて以降、多い時は週末ごとに訪問し、集落に泊まり込んで撮影。「人間関係に巻き込まれていくうちに無中になった」佐藤が猫又退治の伝説などがある独特な集落に通い続けて撮影をしたものが『じいさと婆さと田んぼの神様』。

## 写真集
- 海まで100マイル（1981年　晶文社）片岡義男との共著
- a Way（1984年　若林出版）
- カヌーで来た男（1985年　晶文社）野田知佑との共著
- ガクの冒険（1989年　本の雑誌社）
- 地球極限の町（1991年　情報センター出版局）
- サファリ（1991年　山と渓谷社）
- 多摩川（1993年　山と渓谷社）
- 湿原流浪（1992年　駸々堂）
- 南海紳士録（1992年　駸々堂）
- Marqesas Island（1996年　平凡社）
- 陽はまた昇る（1999年　KSS出版）
- 鎮魂 世界貿易センター（2001年　マガジンサポート）
- 川物語（2003年　本の雑誌社）
- 雨の国（2004年　ピエブックス）
- 日本の川（2010年　ピエブックス）
- カイマナヒラ（2012年　ビームス）
- Yukon（2014年　スイッチパブリケーション）
- NORTH SHORE-1970〜1980（2016年　Bueno Books）

## 書籍
- あの車に逢いたい（1986年　早川書房）東理夫との共著
- 少年の夏（1987年　徳間書店）椎名誠との共著
- 北極（1989年　情報センター出版局）
- 湘南（1993年　早川書房）東理夫との共著
- 伝説のハワイ（1994年　東京書籍）駒沢敏器との共著
- 口笛と辺境（1994年　早川書房）
- 西蔵回廊（1994年　早川書房）夢枕獏との共著
- アザラシは食べ物の王様（2000年　青春出版社）
- 雨の名前（2001年　小学館）高橋順子と共著
- 風の名前（2002年　小学館）高橋順子との共著
- グランドゼロ（2002年　マガジンサポート）
- 日本の路地裏100（2005年　ピエブックス）
- 花の名前（2005年　小学館）高橋順子との共著
- 小さな恋の万葉集（2005年　小学館）上野誠との共著
- 里山摘み草料理歳時記　桑取の四季（2007年　東京書籍）篠原準八との共著
- あめん法師（2007年　三五館）夢枕獏との共著
- 路地の記憶（2008年　小学館）阿久悠との共著
- 野の花料理（2011年　三五館）篠原準八との共著
- 月の名前（2013年　小学館）高橋順子との共著
- じいさと婆さと田んぼの神様（2016年　三五館）
- 恋の名前（2016年　小学館）高橋順子との共著